# NGC 2193
NGC 2193 је расејано звездано јато у сазвежђу Златна риба које се налази на NGC листи објеката дубоког неба.
Деклинација објекта је - 65° 5' 57" а ректасцензија 6h 6m 17,9s. Привидна величина (магнитуда) објекта NGC 2193 износи 13,4 а фотографска магнитуда 14,1. NGC 2193 је још познат и под ознакама ESO 86-SC57.